# أحمد الذوادي
أحمد إبراهيم الذوادي المعروف بالاسم الحركي سيف بن سيف (1938 - 8 يوليو 2006) ناشط سياسي شيوعي بحريني.

## السيرة
تلقى تعليمه في مدارس البحرين. عاصر في شبابه حوادث حركة هيئة الاتحاد الوطني من 1954 إلى 1956. شارك في تأسيس جبهة التحرير الوطني - البحرين في 15 فبراير 1955 واختير فيما بعد أمين عام لها. اعتقل لأول مرة من قبل سلطات الحماية البريطانية عام 1957 لفترة قصيرة. أعيد اعتقاله عام 1961 ونفي بعد ذلك إلى قطر ولكن السلطات القطرية رفضت دخوله فذهب إلى الكويت وبقي هناك لمدة عشرة شهور ثم غادرها إلى بيروت التي مكث فيها حتى أواخر عام 1964 إذ عاد إلى البحرين. عمل بعد عودته محاسب لدى مؤسسة عبد الرحمن الزياني وأولاده وواصل فيما بعد دوره النضالي في الجبهة. أعيد نفيه مرة أخرى إلى الخارج عام 1966 بصورة فورية بعد الانفجارات المعروفة في سيارتي ضابطي استخبارات بريطانية في البلاد. استقر في القاهرة بعد نفيه إذ اعتمد ممثل لجبهة التحرير الوطني هناك واستطاع أن ينسج علاقات واسعة للجبهة مع حركات التحرر الوطني وشارك في الكثير من مؤتمرات منظمة التضامن الأفريقي الآسيوي ومجلس السلم العالمي ومؤتمرات الأحزاب والقوى الوطنية والتقدمية. بعد وفاة الرئيس المصري جمال عبد الناصر والتغيرات في السياسة المصرية غادر القاهرة إلى بيروت عام 1971 إذ مكث فيها عدة سنوات. عاد إلى البحرين في أبريل 1974 بعد بدء الحياة النيابية الأولى في البلاد ولكنه ما لبث أن اعتقل في يونيو 1974. كان ضمن أول مجموعة من المناضلين الذين طبق عليهم قانون أمن الدولة إذ مكث في السجن من تاريخ اعتقاله حتى عام 1980. تزوج بعد خروجه من السجن من الشاعرة حمدة خميس وأنجب منها ريم وقيس. اضطر تحت ضغط المضايقات إلى الهجرة إلى الإمارات إذ عمل في مجال المحاماة قبل أن يغادر إلى سورية ليتفرغ كلية للعمل الحزبي من جديد. اكتشف إصابته بالسرطان عام 1994 إذ خضع على مدار سنوات لعدة عمليات جراحية لاستئصال الورم من أماكن مختلفة في جسده. عاد إلى البحرين مع بقية رفاقه المنفيين عام 2001 بعد انطلاقة المشروع الإصلاحي. شارك في تأسيس جمعية العمل الوطني الديمقراطي وجمعية المنبر الديمقراطي التقدمي التي انتخب رئيسا لها في دورتها الأولى عام 2001. شارك في الصحافة العربية على مدار عقود ونشرت له مقالات في الطليعة والكاتب في القاهرة والنداء والأخبار في بيروت إضافة إلى الطليعة الكويتية وصحف أخرى. أقام الكثير من المحاضرات والندوات في البحرين وخارجها وصدرت له الكثير من الدراسات أهمها: قضايا التحرر والديمقراطية في البحرين والخليج العربي الذي صدر عام 1985 عن دار الفارابي في بيروت بتقديم من المفكر كريم مروة. توفي في 8 يوليو 2006 بعد معركة استمرت عشر سنوات مع سرطان القولون.